# Граф Дарем

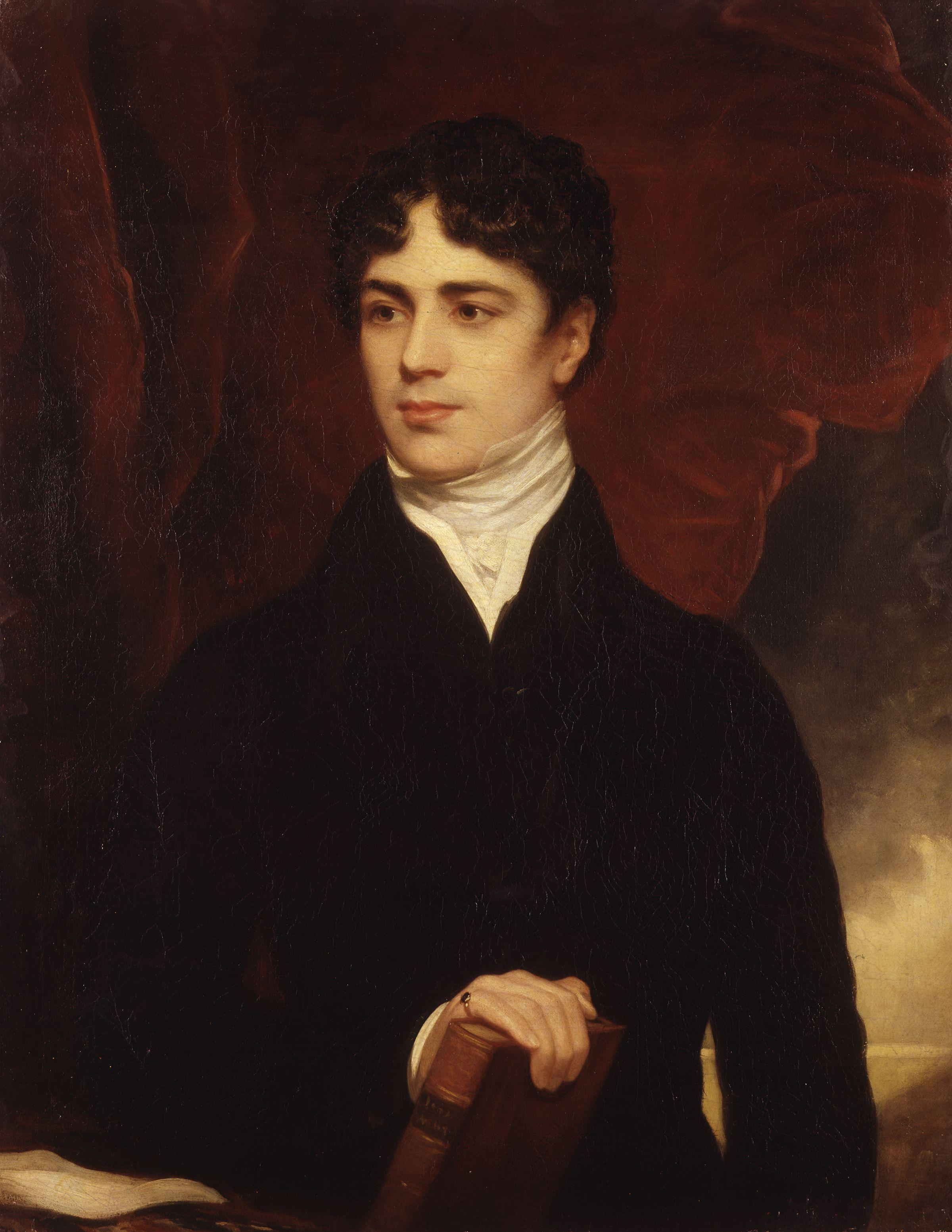
Джон Джордж Лэмбтон, 1-й граф Дарем (1792—1840), генерал-губернатор Канады (1838—1839)

Граф Дарем (англ. Earl of Durham) — наследственный титул в системе Пэрства Соединённого королевства.

## История
Он был создан 23 марта 1833 года для видного политика и колониального чиновника Джона Лэмбтона, 1-го барона Дарема (1792—1840), известного как «Радикальный Джек». Он играл ведущую роль в принятии парламентом Избирательной реформы 1832 года. Был депутатом Палаты общин от Дарема (1812—1828), лордом-хранителем Малой печати (1830—1833) и послом Великобритании в Российской империи (1835—1837). В качестве генерал-губернатора Британской Северной Америки (1838—1839) он был автором знаменитого «Доклада о делах британской Северной Америки» (1839), известного в Канаде как «Доклада Дарема». В 1828 году для него были созданы титулы барона Дарема из города Дарем и Лэмбтон Касла в графстве Дарем. В 1833 году вместе с графским титулом о получил титул виконта Лэмбтона. Все эти титулы являлись Пэрством Соединённого королевства.
Его преемником в 1840 году стал его старший сын, Джордж Фредерик Д’Арчи Лэмбтон, 2-й граф Дарем (1828—1879). Он занимал должность лорда-лейтенанта графства Дарем (1854—1879). Его преемником стал его старший сын, Джон Джордж Лэмбтон, 3-й граф Дарем (1855—1928). Он также был лордом-лейтенантом графства Дарем (1884—1928), с 1909 года — кавалер Ордена подвязки. 3-й граф Дарем скончался бездетным, его преемником стал его младший брат-близнец, Фредерик Уильям Лэмбтон, 4-й граф Дарем (1855—1929). Он заседал в Палате общин Великобритании от Южного Дарема (1880—1885) и Юго-Восточного Дарема (1900—1910). Его внук, Энтони Клод Фредерик Лэмбтон, 6-й граф Дарем (1922—2006), был консервативным политиком. Он отказывался признавать себя пэром после получения графского титула в 1970 году, продолжая именоваться виконтом Лэмбтоном.
По состоянию на 2024 год, обладателем графского титула являлся его единственный сын, Эдвард Лэмбтон, 7-й граф Дарем (род. 1961), наследовавший отцу в 2006 году. С 1970 по 2006 год он носил титул лорда Дарема, чтобы избежать путаницы со своим отцом, именовавшимся виконтом Лэмбтоном.

## Другие известные члены семьи Лэмбтон
- Уильям Генри Лэмбтон (1764—1797), депутат Палаты общин от Дарема (1787—1797), отец 1-го графа Дарема;
- Генерал-майор Джон Лэмбтон (1710—1794), депутат парламента от Дарема (1762—1787), сын Ральфа Лэмбтона (ок. 1651—1717), отец предыдущего и дед 1-го графа Дарема;
- Генри Лэмбтон (1697—1761), депутат Палаты общин от Дарема, сын Ральфа Лэмбтона (ок. 1651—1717), двоюродный дядя 1-го графа Дарема
- Достопочтенный сэр Хедуорт Лэмбтон-Мьё (1856—1929), адмирал британского флота, третий сын 2-го графа Дарема, депутат Палаты общин от Портсмута (1916—1918);
- Достопочтенный Чарльз Лэмбтон (1857—1949), бригадир британской армии, четвёртый сын 2-го графа Дарема;
- Достопочтенный Джордж Лэмбтон (1860—1945), тренер беговых лошадей, пятый сын 2-го графа Дарема. Две подготовленные им скаковые лошади победили на скачках «Эпсом Дерби»;
- Достопочтенный сэр Уильям Лэмбтон (1863—1936), генерал-майор британской армии, шестой сын 2-го графа Дарема.

Семейная резиденция — Замок Лэмбтон в окрестностях Честер-Ле-Стрит в графстве Дарем и Фентон рядом с Вулером в графстве Нортумберленд.

## Графы Дарем (1833)
- 1815—1840: Джон Джордж Лэмбтон, 1-й граф Даремский (12 апреля 1792 — 28 июля 1840), старший сын депутата Уильяма Генри Лэмбтона (1764—1797);
- 1840—1879: Джордж Фредерик д’Арчи Лэмбтон, 2-й граф Даремский (5 сентября 1828 — 27 ноября 1879), второй (младший) сын предыдущего от второго брака;
- 1879—1928: Джон Джордж Лэмбтон, 3-й граф Даремский (19 июня 1855 — 18 сентября 1928), старший сын предыдущего;
- 1928—1929: Фредерик Уильям Лэмбтон, 4-й граф Даремский (19 июня 1855 — 31 января 1929), второй сын 2-го графа Дарема;
- 1929—1970: Фредерик Джон Лэмбтон, 5-й граф Даремский (7 октября 1884 — 4 февраля 1970), старший сын предыдущего;
  - Джон Ламбтон, виконт Лэмбтон (6 сентября 1920 — 4 февраля 1941), старший сын предыдущего от первого брака;
- 1970—2006: Энтони Клод Фредерик Лэмбтон, 6-й граф Даремский (10 июля 1922 — 30 сентября 2006), второй сын 5-го графа Дарема от первого брака;
- 2006 — настоящее время: Эдвард Ричард Лэмбтон, 7-й граф Даремский (род. 19 октября 1961), единственный сын предыдущего;
  - Наследник: Фредерик Лэмбтон, виконт Лэмбтон (род. 23 февраля 1985), единственный сын предыдущего от первого брака.